# Eşrefoğulları
La dynastie beylicale d’Eşref ou d’Ashraf, en turc les Eşrefoğulları est une dynastie turkmène qui s’est installée en Anatolie, dans la région d’Beyşehir, vers 1285. Le beylicat disparaît en 1326.

## Histoire
La ville de Beyşehir est fondée pendant le règne du sultan seldjoukide  de Roum `Alâ' al-Dîn Kay Qubadh Ier. La ville est ensuite confiée à la famille d’Eşref, un émir turkmène chargé de la défense des frontières occidentales du sultanat. La famille prend son indépendance au tout début de la période dite époque des beylicats. Eşref  est l’éponyme de la courte dynastie qui va régner sur Beyşehir, mais c’est son fils  Seyfeddin Süleyman qui est le premier à se déclarer indépendant.
En 1281, après la mort de l'Ilkhan de Perse Abaqa, l'Anatolie connaît une période instable. Le Karamanide Güneri se livre a de fréquents actes de pillage dans la région de Konya tandis que Seyfeddin Süleyman fait des incursions depuis Beyşehir vers Konya et Akşehir .
Après l'assassinat de Ghiyâth ad-Dîn Kay Khusraw à Erzincan sur ordre d’Ahmad Teküder, en mars 1284 à son retour d'une visite à la cour mongole. Ghiyâth ad-Dîn Kay Khusraw laisse deux fils trop jeunes pour régner. Seyfeddin Süleyman désigné comme régent par les Ilkhanides joue un rôle important dans les querelles entre les prétendants à la succession. 
- L'aîné : sa mère est envoyée pour gouverner la ville de Sivrihisar par les Ilkhanides qui le tuent en octobre 1285[6].
- Le cadet : il est envoyé auprès de la veuve de Kay Kâwus II, mère de son cousin Ghiyâth ad-Dîn Mas`ûd à Aksaray. Il est probablement assassiné en janvier 1286[6].

Une fois ces deux prétendants éliminés, les Mongols mettent Mas`ûd sur le trône. Par la suite Seyfeddin Süleyman va faire allégeance et aider Masud II à conquérir le pouvoir contre son dernier frère Siyawuş.
Seyfeddin Süleyman change le nom de Beyşehir, pour  Süleymanşehir.
Mübarizüddin Mehmed succède à son père en 1302. Il prend Akşehir et Bolvadin en 1314. Il accepte la suzeraineté des Ilkhanides.
Süleyman II, le fils de Mübarizüddin Mehmed, lui  succède en 1320. À cette période Timurtaş, fils cadet de Chupan, est nommé gouverneur de l’Anatolie (1319). Il entreprend de remettre de l’ordre dans la région. Vers 1326, Timurtaş marche sur Beyşehir  et tue Süleyman II en le jetant dans le lac de Beyşehir. Le territoire est divisé entre les Karamanides et les Hamidides.

## Héritage
Les beys de Beyşehir laissent quelques œuvres architecturales dont la mosquée de Beyşehir construite par Seyfeddin Süleyman.

## La dynastie

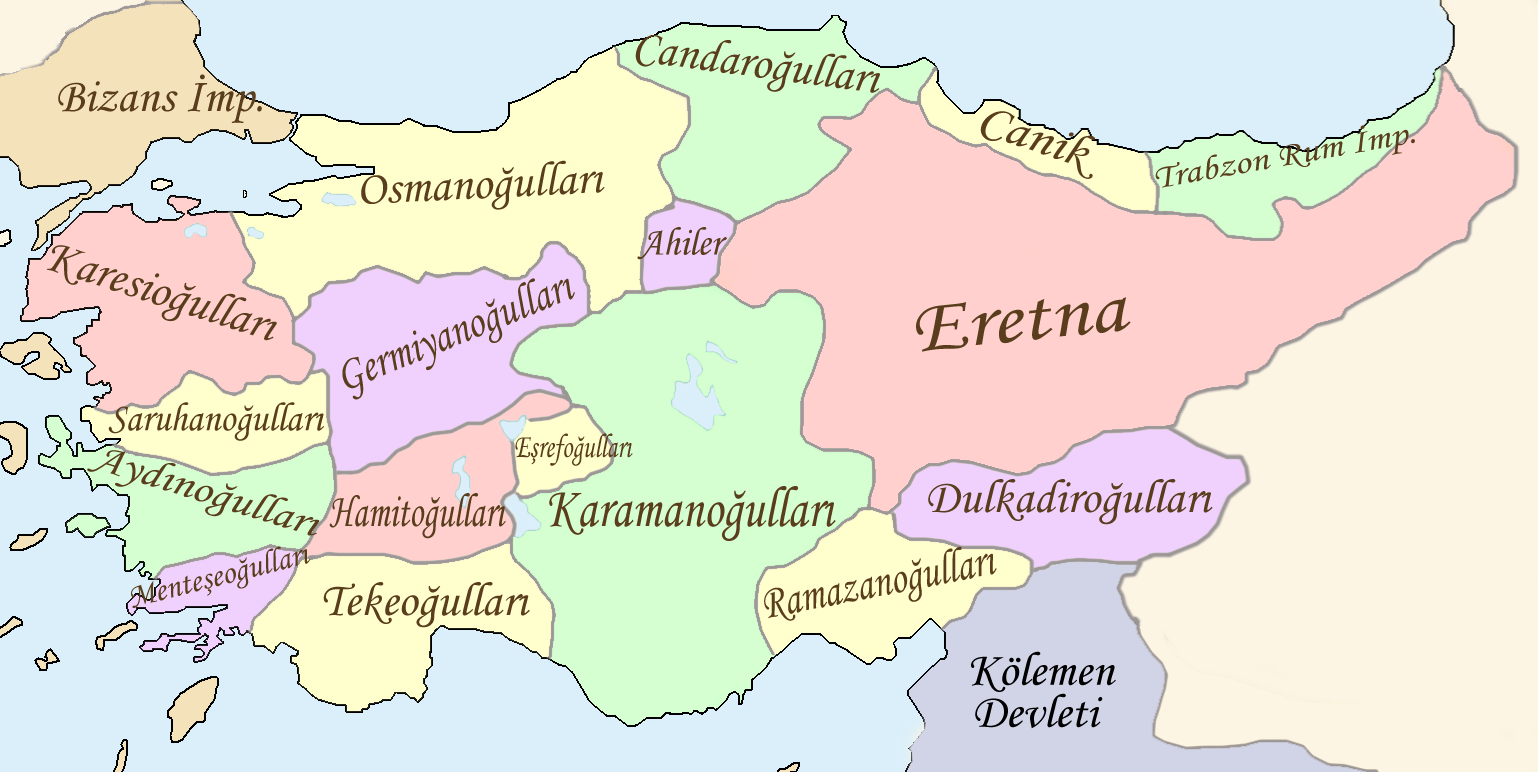
Carte des beylicats d’Anatolie formés après la bataille de Köse Dağ (26 juin 1243)

| Dates     | Nom                      | Nom turc                 | Fils de                  |                          |
| --------- | ------------------------ | ------------------------ | ------------------------ | ------------------------ |
| 1280-1302 | Sayf al-Dîn Sulayman     | Seyfeddin Süleyman       | Eşref                    | Fondateur du beylicat.   |
| 1302-1320 | Mubâriz al-Dîn Muhammad  | Mübarizüddin Mehmed      | Süleyman                 |                          |
| 1320-1326 | Sulayman II              | Süleyman II              | Mehmed                   |                          |
| 1326      | Disparition du beylicat. | Disparition du beylicat. | Disparition du beylicat. | Disparition du beylicat. |